# Prometheus (studentförening)
Prometheus var en åren 1905–1914 verksam studentförening vid Helsingfors universitet med huvudsakligt syfte att verka för religionsfrihet. 
På föreningens program stod avskaffandet av dop-, konfirmations- och nattvardstvånget, avskaffandet av tvånget att begå religiös ed, avskaffandet av den obligatoriska religionsundervisningen i skolorna, införandet av civiläktenskap och införandet av rättigheten att utträda ur statskyrkan utan skyldighet att samtidigt inträda i annat religionssamfund samt åstadkommandet av skilsmässa mellan stat och kyrka.
Ordförande för Prometheus, som utsattes för häftiga angrepp av kyrkliga kretsar, var Edvard Westermarck, vice ordförande Georg Schauman och sekreterare (längsta tiden) Svante Dahlström. Bland övriga förgrundsfigurer märks Yrjö Hirn, Rolf Lagerborg och Gunnar Landtman. Föreningen var en tidig yttring av den antiklerikalism, som förekom bland finlandssvenska intellektuella. De flesta av de reformer föreningen arbetade för blev förverkligade under de första åren Finland var en självständig stat.